# Триумф революции
Триумф революции (исп. Triunfo de la Revolución) — кубинский государственный праздник (памятный день), отмечаемый ежегодно 1 января в ознаменование победы Кубинской революции. Также известен как День освобождения (исп. Día de la Liberación). Мероприятия проходят в конце-начале года и сочетаются с празднованием традиционного Нового года.
В результате государственного переворота 10 марта 1952 года к власти на Кубе пришёл военный Фульхенсио Батиста, который установил в стране военно-полицейскую диктатуру. В следующем году против его режима началась вооружённая борьба восставших, возглавляемая Движением 26 июля под руководством Фиделя Кастро. Кубинская революция началась 26 июля 1953 года (День взятия казарм Монкада) и эпизодически продолжалась до победы восставших 1 января 1959 года, заменив устройство государства на социалистическую республику. Через несколько дней после свержения Батисты Фидель Кастро заявил, что триумф революции вовсе не означает, что все проблемы будут сразу решены, а «каждый из нас будет теперь иметь по дворцу и жизнь станет лёгкой прогулкой». 1 января, — продолжил он, — «мы только завоевали право начать».
Новый год для кубинцев – двойной праздник. В ходе празднований проводятся митинги, военные парады, фейерверки и концерты по всей стране. Первый парад кубинских революционных вооружённых сил в этот день прошёл на Площади революции в 1960 году. Оппозиционно настроенные представители кубинской общины, которые находятся в изгнании, в частности, во Флориде, отмечают годовщину освобождения от Испании 20 мая 1902 года — День Независимости — как национальный праздник. Они противопоставляют его официальному коммунистическому Триумфу революции.

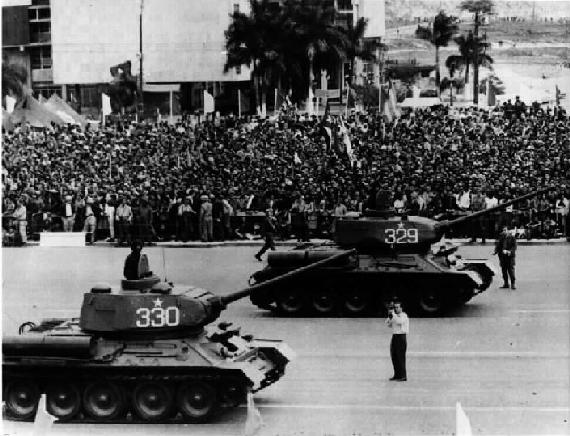
Военный парад 1961 года

Триумф революции является одним из праздников, отмечаемых на «острове Свободы» в честь Кубинской революции. Праздник всегда имел, даже после смерти Кастро, сильную патриотическую основу и воспоминания об революционной исторической эпохе. 2 января известен как «Победа вооружённых сил», а 26 июля как День взятия казарм Монкада (День национального восстания). 3 января 2017 года на площади Революции прошёл военный парад посвящённый 60-й годовщине создания вооружённых сил страны, который был перенесён на один месяц в связи с трауром по случаю смерти Кастро.